# Шале (Шарант)
Шале (фр. Chalais) насеље је и општина у западној Француској у региону Поату-Шарант, у департману Шарант која припада префектури Ангулем.
По подацима из 2011. године у општини је живело 1830 становника, а густина насељености је износила 104,1 становника/km². Општина се простире на површини од 17,58 km². Налази се на средњој надморској висини од 47 метара (максималној 130 m, а минималној 35 m).

## Демографија
| 1962. | 1968. | 1975. | 1982. | 1990. | 1999. | 2011. |
| ----- | ----- | ----- | ----- | ----- | ----- | ----- |
| 2.296 | 2.484 | 2.538 | 2.204 | 2.172 | 2.027 | 1.830 |

График промене броја становника у току последњих година